# Shimodachiuri-dōri
Le Shimodachiuri-dōri (下立売通, Shimodachiuri-dōri), ou Shimotachiuri-dōri, est une voie du centre-nord de Kyoto, dans les arrondissements d'Ukyō, Nakagyō et de Kamigyō. Orientée ouest-est de son début au Marutamachi-dōri, elle est orientée est-ouest du Senbon-dōri (en) au Horikawa-dōri (en), puis est à double-sens jusqu'à son aboutissant, le Karasuma-dōri (en).

## Description

### Situation
La voie est située au centre nord de la ville de Kyoto, entre le Karasuma-dōri (en) au Kyōto Gyoen, dans l'arrondissement de Kamigyō, et le Marutamachi-dōri, dans l'arrondissement d'Ukyō. La rue est à double sens de Karasuma à Horikawa, mais rétrécit à partir du Horikawa pour devenir à sens unique.
À l'Onmae-dōri (en) débute une deuxième rue juste au-dessus du Shimodachiuri-dōri, le Kaminoshimodachiuri-dōri (上ノ下立売通, Kami no Shimodachiuri-dōri), rue Shimodachiuri-dōri du haut, et le Shimodachiuri-dōri original devient le Shimo no Shimodachiuri-dōri (下ノ下立売通, Shimo no Shimodachiuri-dōri), rue Shimodachiuri-dōri du bas. La portion du bas termine lorsqu'il croise le Marutamachi-dōri, mais la portion du haut continue en suivant le tracé de la route préfectorale 186 pour rejoindre l'extrémité ouest de la ville 5,5 kilomètres plus loin.
Elle est suivie au nord par le Demizu-dōri (出水通) et précède le Sawaragichō-dōri au sud.

### Voies rencontrées
De l'ouest vers l'est, en sens unique, jusqu'au Senbon-dōri, puis de l'est vers l'ouest, avant de devenir à deux sens à partir du Horikawa-dōri. Les voies rencontrées de la droite sont mentionnées par (d), tandis que celles rencontrées de la gauche, par (g), en gardant le sens de l'ouest vers l'est (même quand la rue est orientée est-ouest).
1. Marutamachi-dōri (丸太町通)
2. Kitsuji-dōri (木辻通)
3. Nishikōji-dōri (ja) (西小路通)
4. Badai-dōri (馬代通)
5. Sainishi-dōri (ja) (佐井西通)
6. Sai-dōri (ja) (佐井通)
7. Nishiōji-dōri (ja) (西大路通)
8. Nishidoi-dōri (西土居通)
9. Tenjin-dōri (天神通)
10. Onmae-dōri (en) (御前通)
11. Shimonomori-dōri (下ノ森通) - aussi appelée Aiainozushi-dōri (相合図子通)
12. Shichihonmatsu-dōri (ja) (七本松通)
13. (d) Nishimachi-dōri ? (西町通)
14. Rokkenmachi-dōri (六軒町通)
15. (g) Rue sans nom

Rue est-ouest
1. Senbon-dōri (en) (千本通)
2. Tsuchiyamachi-dōri (土屋町通)
3. Jōfukuji-dōri (浄福寺通)
4. (d) Rue sans nom
5. Chiekōin-dōri (智恵光院通)
6. Higurashi-dōri (日暮通)
7. Matsuyachō-dōri (松屋町通)
8. Ōmiya-dōri (en) (大宮通)
9. Kuromon-dōri (黒門通)
10. Inokuma-dōri (ja) (猪熊通)
11. Yoshiyamachi-dōri (葭屋町通)
12. Horikawa-dōri (en) (堀川通)

Rue à deux sens
1. Higashihorikawa-dōri (en) (東堀川通)
2. Aburanokōji-dōri (ja) (油小路通)
3. Ogawa-dōri (小川通)
4. Nishinotōin-dōri (ja) (西洞院通)
5. (d) Kamanza-dōri (釜座通)
6. Shinmachi-dōri (ja) (新町通)
7. Koromonotana-dōri (衣棚通)
8. Muromachi-dōri (en) (室町通)
9. Karasuma-dōri (en) (烏丸通)

- Sources[3] :

## Odonymie
Le nom de la rue, Shimodachiuri (下立売), vient du fait qu'il y un groupe de trois rues dachiuri, celle au nord, le Kamidachiuri-dōri (上立売通), celle du centre, le Nakadachiuri-dōri (中立売通), et celle au sud, le Shimodachiuri-dōri. La locution dachiuri (立売), qui signifie vente debout fait référence aux marchands ambulants qui y étaient installés et qui n'avaient pas de magasins.

## Histoire
À l'époque de la ville impériale, la rue mesurait 12 mètres de large et s'appelait le Kadenokōji (勘解由小路). La rue s'étendait même jusqu'à l'Ainomachi-dōri (間之町通) et au Shōmen-dōri (ja), mais la construction du Palais impérial a coupé cette portion de la rue. Depuis l'époque d'Edo, la rue porte son nom actuel.
Étant plus au sud et proche du centre-ville, le Shimodachiuri est celle des trois rues dachiuri qui s'est le plus développée. Elle est rapidement devenue une rue commerçante pour les daimyos et les Shōmyō (ja), samouraïs mineurs affiliés aux daimyos. La section plus large de la rue, qui s'étend de Horikawa à Karasuma, était parcourue par le tramway de Kyoto de 1887 à 1918.

## Patrimoine et lieux d'intérêt
Le Shimodachiuri-dōri est une rue à grand caractère historique. Du Karasuma-dōri au Horikawa-dōri, de nombreuses maisons anciennes et de grands édifice d'architecture européenne se dressent d'un côté et de l'autre de la rue, tandis que plus à l'ouest se trouvent des temples et des vieilles échoppes.
On y retrouve à son extrémité est le Kyōto Gyoen, parc du palais impérial de Kyoto. À l'intersection avec le Chiekōin-dōri se trouve l'édifice de la fabrique d'huile Yamanaka (山中油店, Yamanaka abura mise), qui une grande valeur historique, puisqu'établi depuis l'époque d'Edo. Devant l'enseigne se trouve une exposition sur les bombardements aériens de Nishijin, qui ont touché cette partie de la ville durant la Seconde Guerre mondiale.
De nombreux temples bouddhistes se trouvent sur la rue, comme le Chikurin-ji (竹林寺), peu après le pont sur la rivière Tenjin (ja) (天神川). S'y trouve le monument aux braves de Hirano Kuniomi (ja), samouraï et seigneur à Kyoto exécuté pour s'être rebellé. Un de ses os y est aussi exposé. À l'extrémité ouest, sur l'Ue no Shimodachiuri-dōri, se trouve le Hōrin-ji (法輪寺), temple bouddhiste réputé pour être le temple daruma à Kyoto,. Plus à l'est, près du Shichihonmatsu-dōri se dresse le Guzei-ji (弘誓寺), qui comprend un monument à Kimura Shigenari, vassal de Toyotomi Hideyoshi mort à Osaka. Il y a aussi des sanctuaires shinto, comme le Sugawara-in Tenman-gū (ja), populaire puisqu'il abrite Sugawara no Michizane, personnalité défiée représentant l'éducation.
La rue passe aussi par les ruines des murs intérieurs de la ville impériale, qui se trouvent à la hauteur du Senbon-dōri. Près du Horikawa-dōri se trouve l'ancien édifice du gouvernement préfectoral (ja) ainsi que des monuments à l'ancien campus de l'université Keiō à Kyoto. Aux extrémités est de la rue se trouvent deux autres lieux d'intérêt ; le site de l'ancien château de Nijō (二条城), remplacé par l'édifice de l'ancien collège Heian Jōgakuin (平安城学院), ainsi que la cathédrale Sainte-Agnès de Kyoto (en), cathédrale du diocès anglican de Kyoto.

Lieux d'intérêts sur le Shimodachiuri-dōri
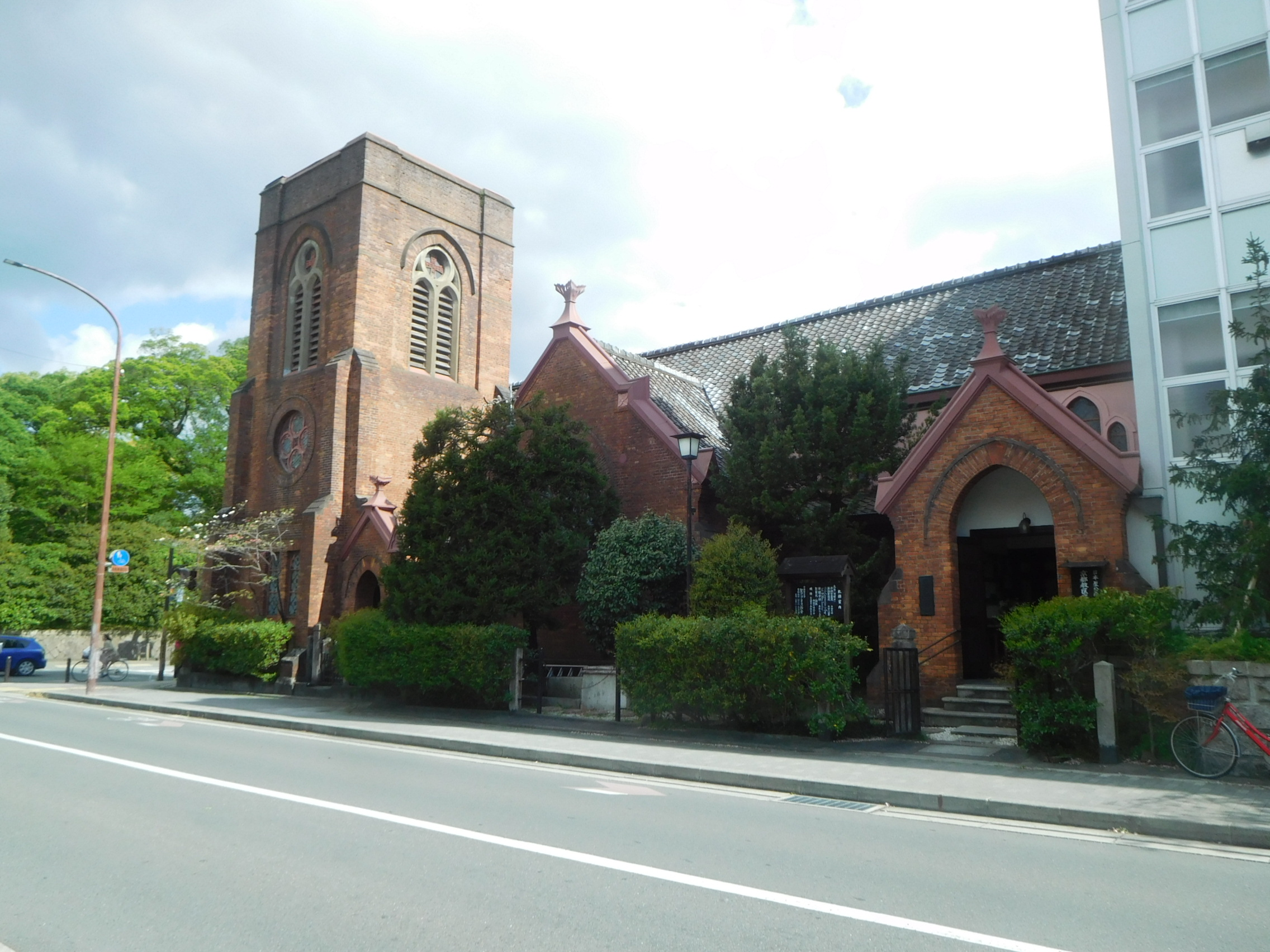
Cathédrale Sainte-Agnès.
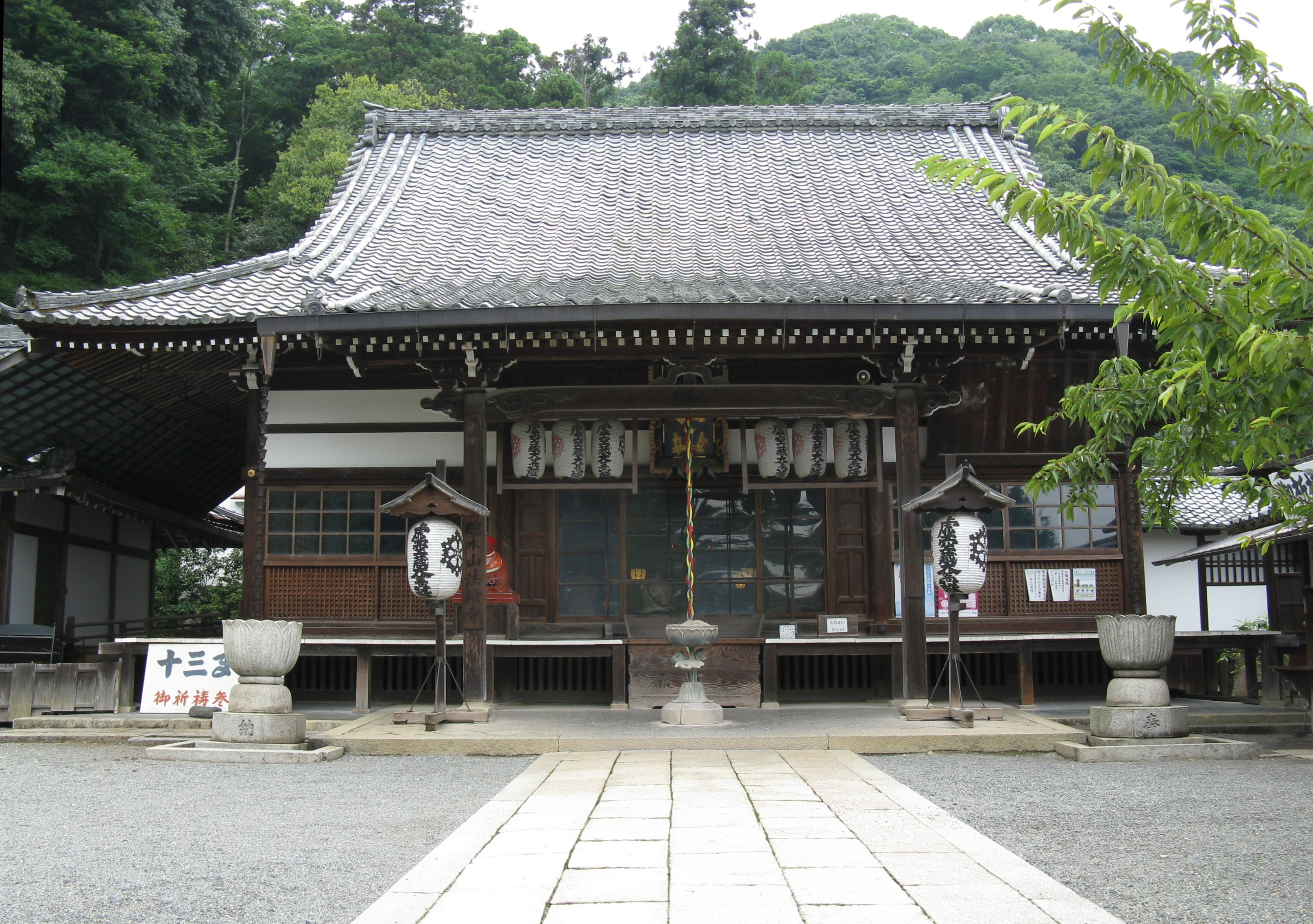
Hōrin-ji.
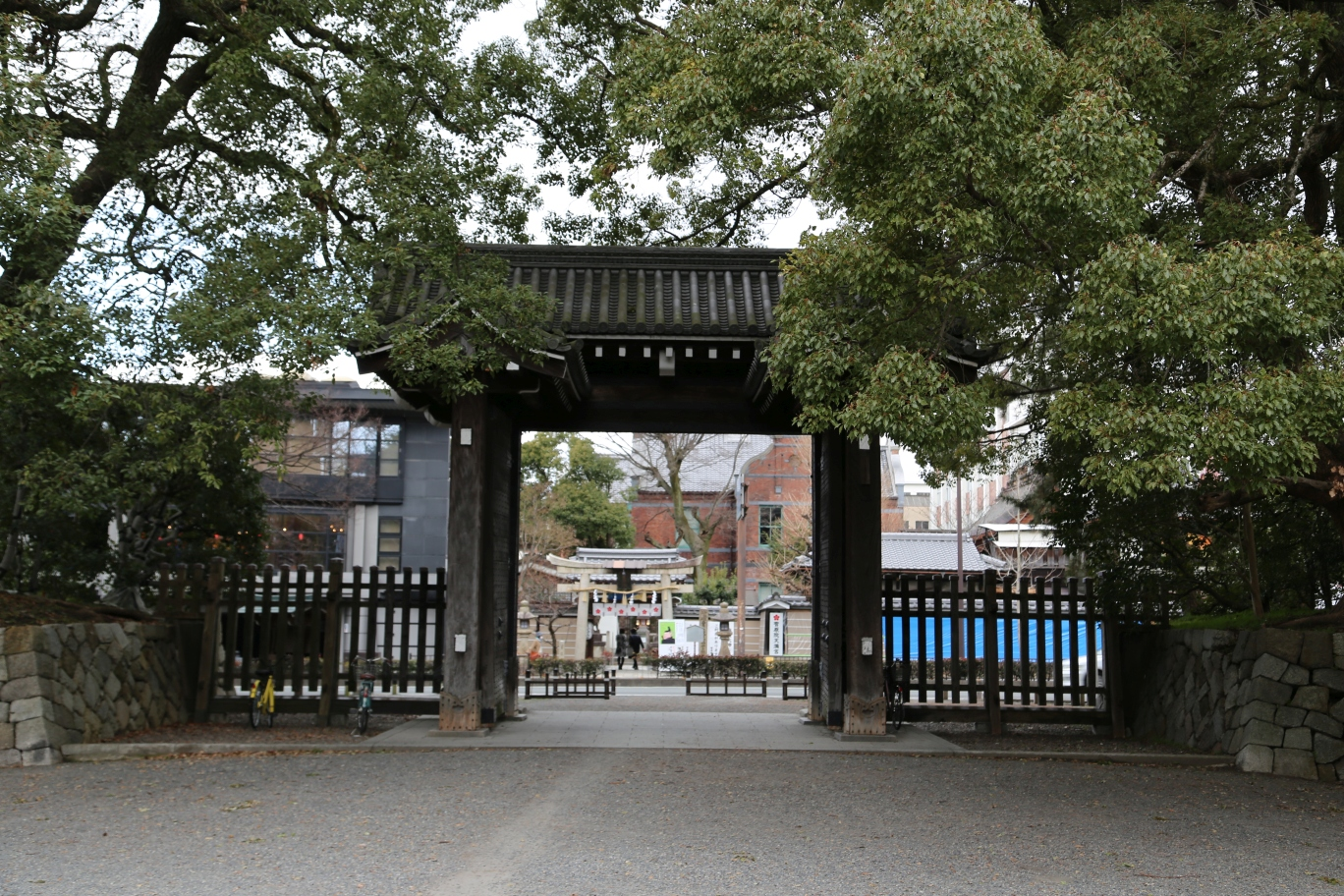
Entrée du Kyōto Gyoen par le Shimodachiuri-dōri.
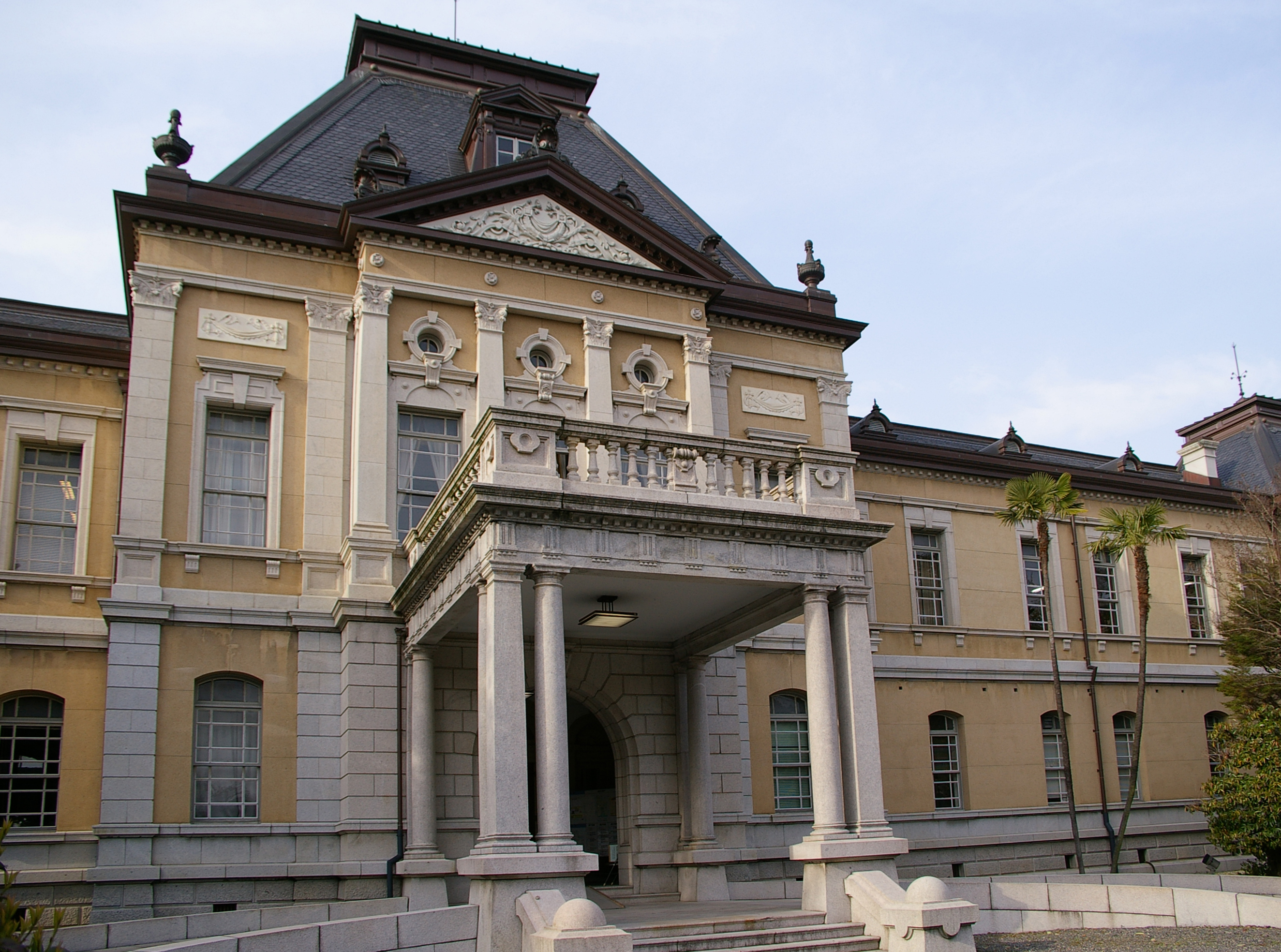
Ancien édifice préfectoral.
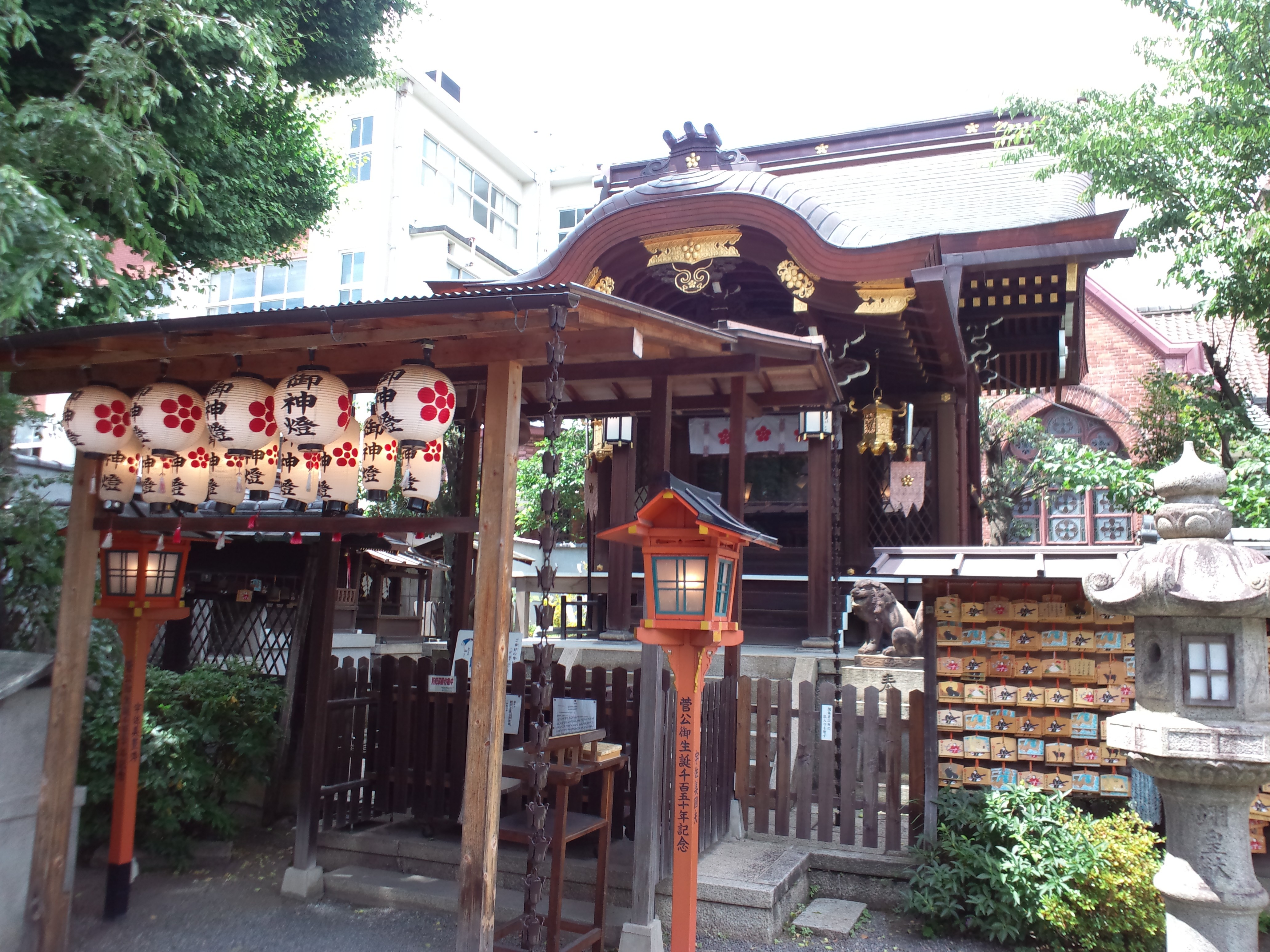
Le Sugawara-in Tenman-gū.